# Ján Blaho
Ján Blaho (3. září 1873 Mošovce – ???) byl slovenský a československý politik a meziválečný senátor Národního shromáždění za Československou sociálně demokratickou stranu dělnickou.

## Biografie
Profesí byl domkářem v Mošovcích.
V parlamentních volbách v roce 1920 získal za Československou sociálně demokratickou stranu dělnickou senátorské křeslo v Národním shromáždění, kde zasedal do roku 1925.